# Alasmidonta heterodon
Alasmidonta heterodon is een tweekleppigensoort uit de familie van de Unionidae. De wetenschappelijke naam van de soort is voor het eerst geldig gepubliceerd in 1830 door I. Lea.